# Gornji Daruvar
Gornji Daruvar est un village croate situé sur le territoire de la municipalité de Daruvar dans le comitat de Bjelovar-Bilogora.